# The Cutting Edge: Going for the Gold
The Cutting Edge: Going for the Gold (Um Casal Quase Perfeito 2 no Brasil; Paixão de Vencer: A Medalha de Ouro em Portugal) é um telefilme de drama romântico estadunidense de 2006 e a sequência do filme de 1992 The Cutting Edge. O filme é a continuação do primeiro e conta com a história da filha do casal Kate Mosley e Doug Dorsey, protagonista do filme antecessor. Enquanto o primeiro filme - estrelado por Moira Kelly e D.B. Sweeney - foi ambientados de 1988 a 1992, o segundo filme é claramente definido durante os preparativos para as Jogos Olímpicos de Inverno de 2006. Isso faria com que Jackie - interpretada por Christy Carlson Romano, então com 21 anos de idade durante as filmagens - tivesse apenas 14 anos de idade no filme.
Em um exemplo de continuidade retroativa, The Cutting Edge: Going for the Gold baseia-se no pressuposto de que o primeiro filme foi transferido de 1992 para 1984. Isso foi confirmado em uma entrevista com Stepfanie Kramer, a Kate desta continuação, incluída no lançamento em DVD do primeiro filme. Na entrevista, Kramer diz que o segundo filme acontece mais de 20 anos após os eventos do original.
O filme estreou em 12 de março de 2006 pela ABC Family e foi lançado em DVD em 28 de março de 2006.

## Enredo
Jaclyn "Jackie" Dorsey, filha dos medalhistas de ouro olímpico Doug Dorsey e Kate Moseley do filme original, também entra no campo de patinação artística, com ambições de ganhar seu próprio ouro olímpico. No entanto, uma lesão grave invalida essa ambição. Depois de meses de treinamento, Jackie está finalmente pronta para patinar novamente, mas tem dificuldade em acompanhar as exigências rigorosas de patinação individual. Seus pais a mandam de férias para Los Angeles, onde ela conhece o garoto surfista / skatista Alex Harrison. Faíscas voam entre os dois, mas quando Jackie vê como a vida de Alex como um skatista profissional realmente é depois de descobrir que ele trabalha como manobrista em seu hotel, ela o evita. Isso deixa Alex louco, então quando Jackie aparece na praia, onde eles deveriam se encontrar para um encontro, e faz um pedido de desculpas indiferente.
Enquanto isso, Jackie percebe que, considerando as circunstâncias, a dupla de patins lhe dará uma chance melhor de ouro olímpico. Depois de muitas entrevistas malsucedidas com possíveis parceiros, ela fica frustrada. Então, depois que Alex Harrison vê Jackie na TV, discutindo sua busca por um parceiro, ele aparece para uma entrevista. Apesar de Alex não ter experiência e ter treinado por pouco tempo, ele mostra um talento natural notável.
No entanto, Jackie sente que Alex é preguiçoso e não confiável. Inevitavelmente, os dois terminam brigando. Eles brigam tão constantemente que a mãe de Jackie os tranca com um arnês, forçando-os a fazer tudo juntos. Depois disso, Jackie e Alex começam a se dar bem, e sua atração cresce. Mas então, a antiga namorada de Alex, Heidi, aparece e coloca em risco a chance de Alex e Jackie no ouro. Depois de uma briga no regional, Alex sai. Jackie o convence a voltar, mas também descobre que Heidi e Alex estão noivos. Alex e Jackie treinam para as Olimpíadas, que serão realizadas em Torino, na Itália. Mais tarde, enquanto em Turim, Heidi deixa escapar que eles estão se casando imediatamente após as cerimônias de encerramento e que Alex vai encerrar a carreira na patinação. Isso causa atrito entre Jackie e Alex, resultando em um programa curto sem paixão.
Jackie, em seguida, revela a seu pai que ela ainda ama Alex, e seu pai a convence a falar com ele. Jackie vai para o quarto de Alex e despeja seu coração para alguém que ela acha que é Alex, mas essa pessoa é na verdade Heidi. Depois de ouvir a confissão de amor de Jackie, Heidi tranca a porta e Jackie sai. Quando Alex descobre o que Heidi fez, ele vai atrás dela. Heidi diz a ele que se ele sair, ela não estará lá quando ele retornar. Ele sai de qualquer maneira. Jackie se recusa a falar com Alex, mas logo após o início do programa, Alex diz a Jackie que ele está apaixonado por ela e que ele quer ficar com ela pelo resto de sua vida. Seu longo programa é impecável e inclui um movimento que nunca foi feito antes. Na cena final, Alex e Jackie são vistos se beijando.

## Elenco
- Christy Carlson Romano como Jaclyn Dorsey
- Ross Thomas como Alex Harrison
- Stepfanie Kramer como Kate Moseley-Dorsey
- Scott Thompson Baker como Doug Dorsey
- Kim Kindrick como Heidi Clements